# Vereinigte Hospitien

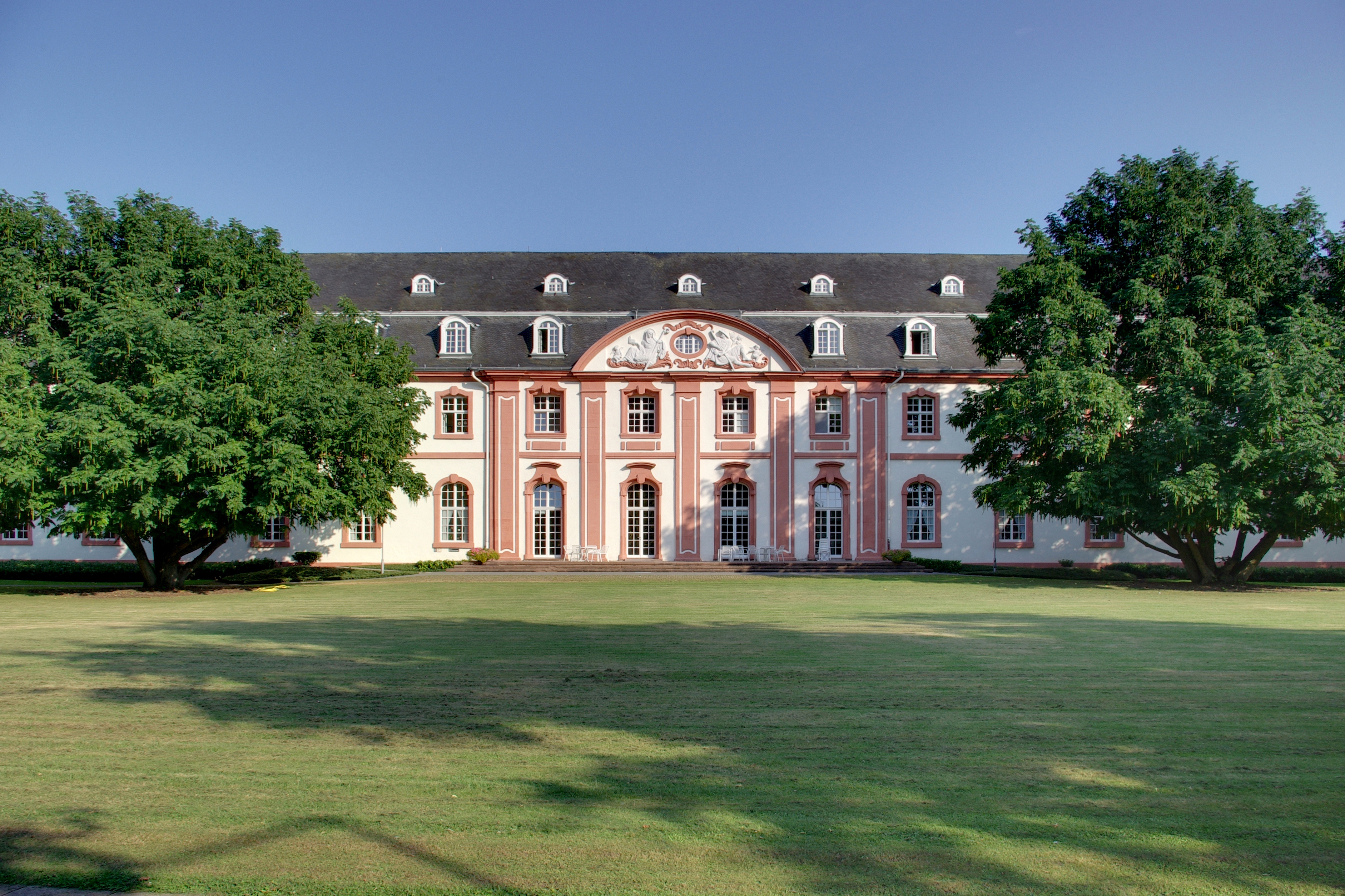
Stift St. Irminen, 2010

Die Vereinigten Hospitien sind eine gemeinnützige Stiftung des öffentlichen Rechts nach § 2 Abs. 4 des Stiftungsgesetzes Rheinland-Pfalz. Sitz der Stiftung ist Trier.

## Stiftungszweck
Zweck der Stiftung Vereinigte Hospitien ist die Pflege und Betreuung alter, kranker, behinderter und pflegebedürftiger Personen und bei Bedarf die Bereitstellung von Wohnraum. Ihrem Stiftungszweck folgend verfügt die Stiftung über entsprechende Einrichtungen. Der Stiftungszweck ist ausschließlich gemeinnützig und mildtätig. Die Satzung der Stiftung wurde zuletzt am 17. Mai 2019 geändert.

## Organe der Stiftung
Ausführendes Stiftungsorgan ist eine hauptamtliche Verwaltung, die seit 1. März 2019 wieder – wie schon vor 1977 – mit einer Doppelspitze geführt wird: Dr. Yvonne Russell als Stiftungsdirektorin und Tobias Reiland als Kaufmännischer Direktor. Entscheidungs- und Aufsichtsorgan der Stiftung ist deren Verwaltungsrat, der sich aus neun Mitgliedern zusammensetzt. Geborene Mitglieder sind der Oberbürgermeister der Stadt Trier (Vorsitzender) und der Bischof von Trier (stellvertretender Vorsitzender). Der Stadtrat entsendet drei Mitglieder, vier Sitze werden von Trierer Bürgern, die von den geborenen Mitgliedern bestimmt werden, wahrgenommen. Aktuelle Vorsitzende ist Bürgermeisterin Elvira Garbes (Stand: 2021).

## Leitbild
Als gemeinnützige Stiftung, die seit 1804 für die Menschen in Trier und Umgebung tätig ist, verfolgen die Vereinigten Hospitien den Zweck, den Alten und der Jugend zu helfen sowie das öffentliche Gesundheitswesen zu fördern. Dies findet Ausdruck darin, den Betroffenen ein Heim zu sein und ihnen beratend, stützend, heilend, pflegend sowie betreuend zur Seite zu stehen. Dafür bieten die Vereinigten Hospitien Heimat und Hilfe. Um diesen Stiftungszweck zu erfüllen, haben die Mitarbeitenden der Vereinigten Hospitien in einem Leitbild die Werte zusammengetragen, denen sie verpflichtet sind. Diese Grundsätze sind für alle Mitarbeitenden der Vereinigten Hospitien handlungsbestimmend. Als im Wandel der Zeit befindliche Struktur unterziehen die Vereinigten Hospitien dieses Leitbild einer regelmäßigen Bewertung und stellen sicher, dass die Stiftung ihren Platz auch in der Zukunft so segensreich ausfüllt wie es in der Vergangenheit geschah. 

## Geschichte

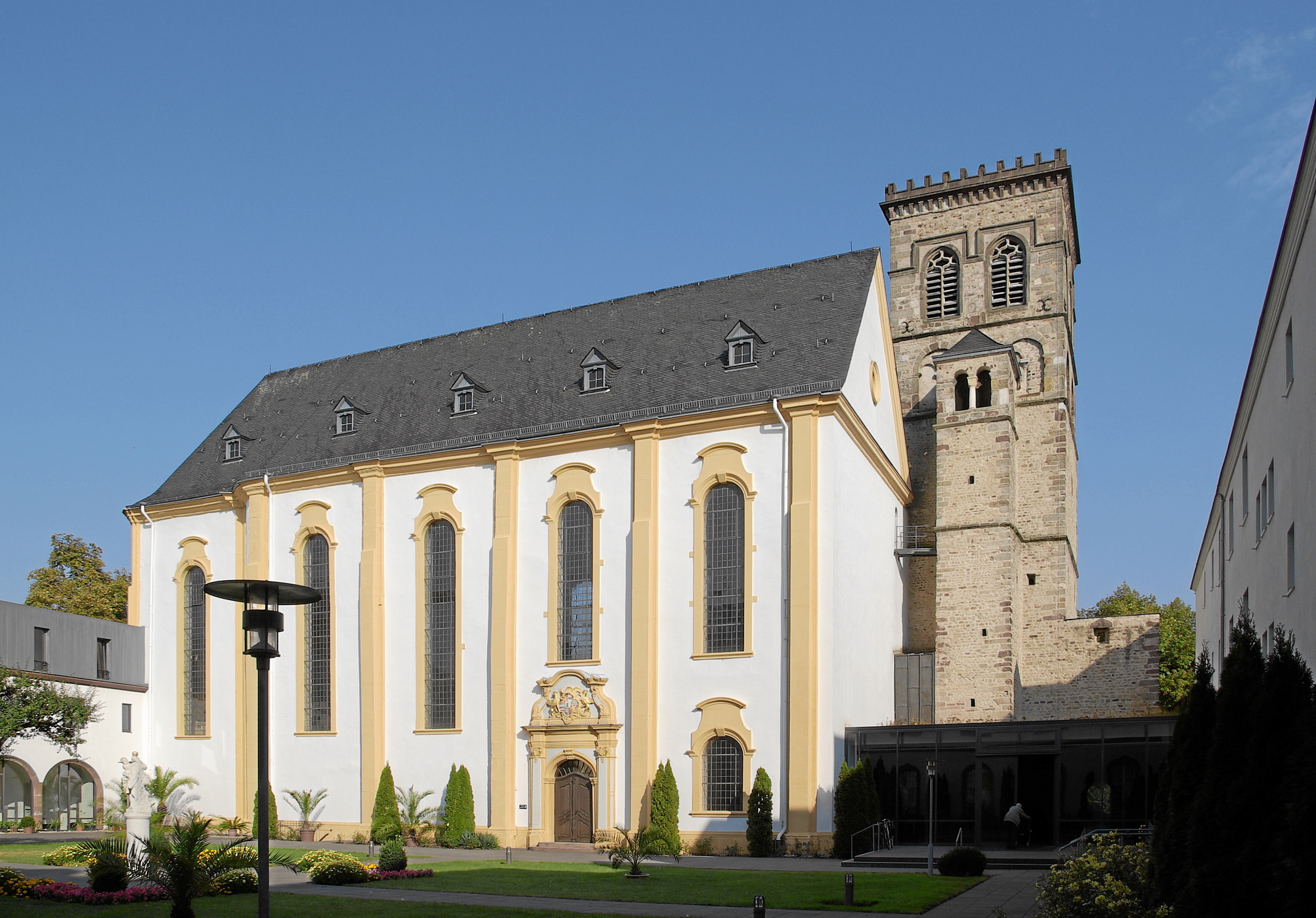
Kirche St. Irminen

### Gründungsgeschichte
Die Einrichtung der Vereinigten Hospitien geht auf Dekrete von Kaiser Napoleon Bonaparte vom  9. Oktober 1804, vom 24. Mai 1805 und dem dieses Dekret ergänzenden Ausführungsreskript vom 3. Mai 1806 zurück. Bis zu diesem Zeitpunkt existierten in Trier und seinen Nachbargemeinden etliche Hospitäler und Altenpflegeanstalten, die jedoch nicht organisatorisch miteinander verbunden waren. Sie wurden den napoleonischen Dekreten entsprechend unter eine gemeinsame Verwaltung gestellt. Dabei ließ sich die napoleonische Verwaltung nicht nur von uneigennützigen Absichten leiten; in dem Dekret von 1804 wurde festgelegt, dass neben 50 Betten für bedürftige Trierer kranke Menschen auch 100 Betten für verwundete Soldaten vorzusehen waren.
Als Domizil wurde der neuen Einheit das Katharinenkloster in der Nachbarschaft des Klosters St. Irminen zugewiesen. Bereits 1806 wurden Veränderungen vorgenommen, wonach das Bürgerhospital mit seinen 150 Betten im Katharinenkloster verblieb und die übrigen Anstalten und Hospitäler gemeinsam in den Bering des St.-Irminen-Klosters verlegt wurden. Im Jahr 1819 lösten die Vereinigten Hospitien dann durch eine Vertragsänderung mit der preußischen Regierung die Verpflichtung zur Unterhaltung der 100 Betten für das Militär ab. Seit 1811 bis ins 20. Jahrhundert hinein wurde der gesamte Innendienst und die Krankenpflege in den Vereinigten Hospitien durch Borromäerinnen aus dem Mutterhaus von Nancy
wahrgenommen.

### Übersicht über die einzelnen Anstalten
Im Kloster St. Irminen wurden folgende Anstalten und Hospitäler entsprechend der napoleonischen Dekrete zusammengefasst:
- St.-Jakobs-Hospital aus dem 13. Jahrhundert
- St.-Elisabeth-Hospital der früheren Abtei St. Maximin, gestiftet von dieser Abtei im Jahr 1240
- St.-Nikolaus-Hospital der früheren Abtei St. Matthias, gestiftet von Abt Ludwig im 12. Jahrhundert
- St.-Nikolaus-Hospital beim Stift St. Simeon. Stiftungsjahr unbekannt
- Knabenwaisenhaus, gestiftet vom Kurfürsten und Erzbischof Karl Kaspar von der Leyen im Jahr 1676; bedeutende Zustiftungen durch dessen Nachfolger Johann Hugo von Orsbeck im Jahr 1712
- Mädchenwaisenhaus, gestiftet 1754 von Frau Kikel
- Spinnhaus, gestiftet von Stiftscanonicus Dahlstein, Zustiftungen durch Kurfürst Erzbischof Clemens Wenzeslaus und den 4 Benediktinerabteien in Trier
- Leprosen- bzw. Siechenhaus Estrich und das Leprosenhaus St. Jost zu Biewer kamen erst 1817 zu den Vereinigten Hospitien, wenngleich sie seit dem Dekret von 1805 rechtlich zu den Hospitien gehörten
- von Kaiser Napoleon dekretiertes Bürgerhospital für das Militär und bedürftige Kranke in Trier.

### Neuere Geschichte
Im Laufe der Jahre erweiterten sich die Vereinigten Hospitien baulich und dehnten ihre Aufgabenstellungen weiter aus. 1922 erwarben sie mit dem Helenenhaus ein Gebäude, dessen Bau vom Trierer Bischof Michael Felix Korum angeregt wurde und das 1891 vom „Verein weiblicher Dienstboten“ in Betrieb genommen wurde. Im Helenenhaus wurden taubstumme Kinder und ältere Frauen aufgenommen. Die Kapelle des Helenenhauses erhielt 1915 einen Altar im Empirestil der Gebrüder Moroder, auf dem unter anderem die Reliefs Jesus heilt einen taubstummen Knaben und Jesus bei Maria und Martha zu sehen ist. Auch heute noch ist das Helenenhaus (74 Betten) ein Altenwohn- und -pflegeheim. 1927 wurde von der Stadt Trier auf dem Gelände von Sankt Irminen ein Krankenhaus für weibliche Geschlechtskrankheiten erbaut, aus dem sich später ein Wöchnerinnenheim und eine Hebammenschule entwickelte. Das Gebäude wurde im Zweiten Weltkrieg vollkommen zerstört und nicht wieder aufgebaut.
In der nationalsozialistischen Zeit wurden die Vereinigten Hospitien, wie andere christliche Einrichtungen auch, völlig entrechtet. Es durften keine neuen Anbauten vorgenommen werden, der Tagesbetrieb wurde von den nationalsozialistischen Machthabern geduldet. Gegen Kriegsende wurden bei Bombenangriffen der Alliierten nahezu alle Gebäude der Vereinigten Hospitien zerstört. Der Bombardierung fielen auch 71 Mitarbeiter der Stiftung zum Opfer.
Nach dem Zweiten Weltkrieg begann der Wiederaufbau mit den Waisenhäusern für Jungen und Mädchen (1950) und dem Krankenhaus (1960). Im gleichen Jahr konnte auch die Rokoko-Stiftskirche Sankt Irminen, die in Gänze restauriert werden musste, eingeweiht werden. 1962 wurde ein Schwesternwohnheim errichtet, dem folgte 1963 die Inbetriebnahme eines Gehörloseninternats. 1967 wurde eine Fachschule für Altenpflege in Betrieb genommen, 1978 schloss sich eine Totalsanierung des Ruländer Hofs, eines Kinder- und Jugendheims, an. 1985 wurde mit dem Echternacher Hof ein Wohn- und Pflegeheim für Multiple-Sklerose-Kranke in Betrieb genommen.
Ein besonderes Augenmerk der Stiftung galt und gilt einer gestuften Altenbetreuung, deren Kern ein betreutes Wohnen mit unterschiedlichen Hilfegraden beinhaltet. In diesem Zusammenhang wurde 1981 das Jacobusstift eingeweiht, 2002 folgte das Willibrordstift, ein Wohnheim für Ruhestandsgeistliche des Bistums Trier. Als bisher letzte Maßnahme erfolgten 2009 der Bau einer Kinderkrippe und 2021 die Eröffnung einer KiTa im Ruländer Hof. Die Stiftung der Vereinigten Hospitien mit täglich rund 500 zu betreuenden Menschen und mehr als 500 Mitarbeitenden einer der größten sozialen Träger und einer der größeren Arbeitgeber Triers.

## Besonderheiten

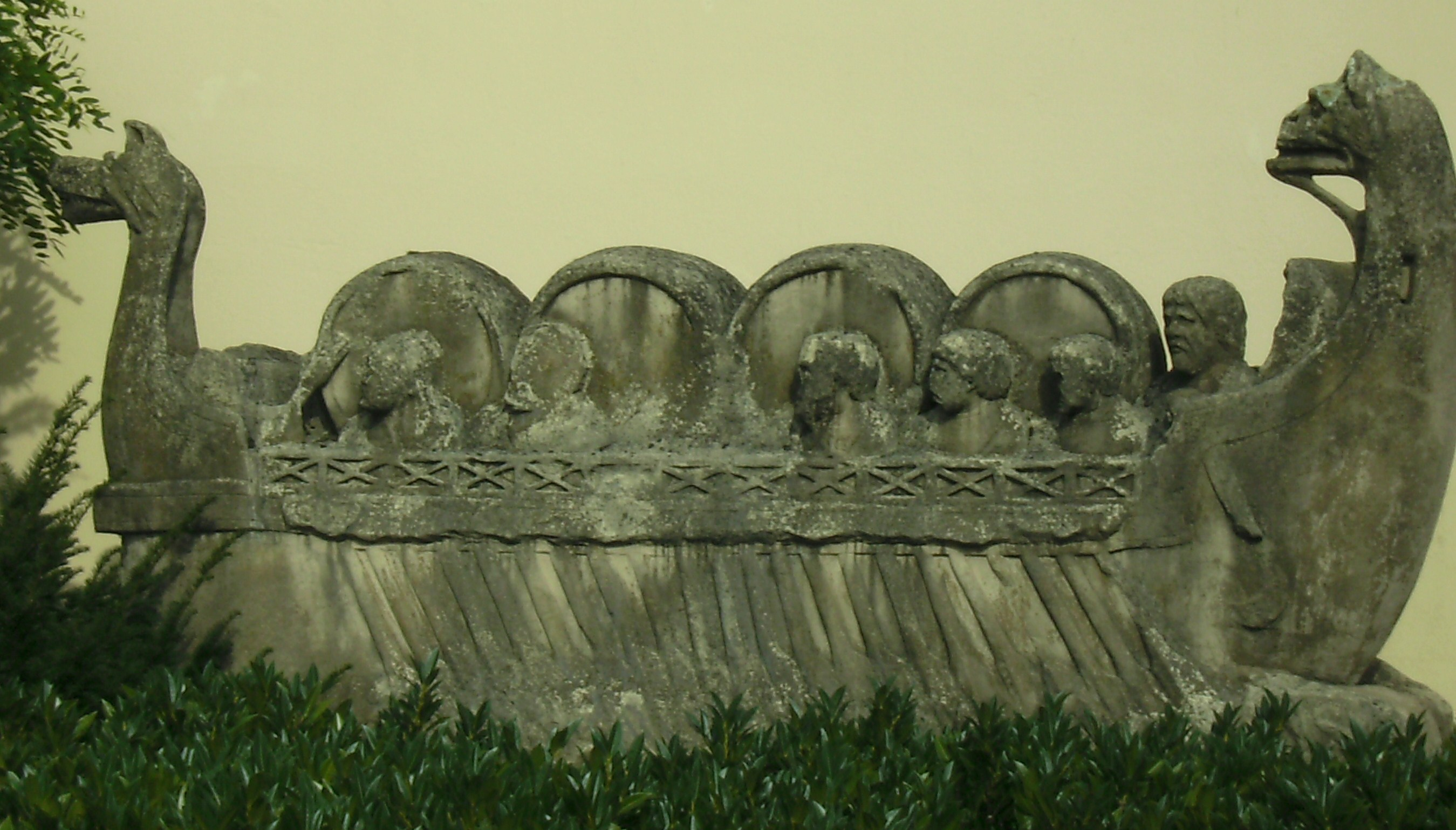
Neumagener Weinschiff (Replikat am Stift Sankt Irminen)

- Barockbau Stift Sankt Irminen (erbaut etwa 1740)
- Römersaal im Stift Sankt Irminen („Horreum“, ursprünglich spätantikes Lagerhaus, heute Veranstaltungsstätte)
- Ältester Weinkeller Deutschlands im Stift Sankt Irminen, unter dem Römersaal.[5]
- Neumagener Weinschiff, Grabmal eines römischen Weinhändlers. Replikat des Originals, das sich im Rheinischen Landesmuseum Trier befindet
- Hospitienpark, ein ca. 6,5 ha großer englischer Landschaftspark mit botanischen Besonderheiten
- Weinbau. Die Vereinigten Hospitien bauen unter eigenem Namen Wein auf einigen der besten Mosellagen an und vermarkten ihn auch selbst. Die Weine haben weltweit einen sehr guten Ruf. Das Weingut ist Mitglied im Verband Deutscher Prädikatsweingüter.